# Muna El-Kurd
Muna El-Kurd (en arabe منى الكرد, née en 1998 à Cheikh Jarrah) est une militante palestinienne de Jérusalem-Est.
Elle est également connue avec son frère Mohammed El-Kurd comme influenceurs dans les réseaux sociaux au profit de la cause palestinienne en général, et la protection du quartier de Cheikh Jarrah en particulier. Ce combat leur a permis d'être élus en 2021 par le magazine Time parmi les 100 personnages les plus influents.

## Biographie
Muna El-Kurd est née en 1998 à Sheikh Jarrah. Dès son plus jeune âge, sa famille a été harcelée et menacée d'expulsion par les autorités israéliennes,.
En 2009, des colons israéliens ont repris la moitié de la maison de sa famille et ce « en vertu d'une loi israélienne qui permet aux Juifs de récupérer la propriété des biens perdus en 1948. Aucune loi de ce type n'autorise les Palestiniens à faire de même à Jérusalem-Ouest ou dans d'autres parties d'Israël».
En 2021, sa famille est confrontée à la décision du tribunal israélien qui décide de leur expulsion de la seconde moitié de leur maison, ainsi que de celle de 11 autres familles. Ces derniers ont eu 30 jours pour quitter le domicile, mais l'avocat de la famille a fait appel auprès du tribunal du district.
Elle décide à la même période de lancer une campagne sur les réseaux sociaux une campagne de communication et d'influence en faveur des habitants du quartier de Sheikh Jarrah. Cette campagne lui a valu avec son frère jumeau Mohammed d'être nommés dans la liste annuelle du magazine Time comme faisant partie des 100 personnes les plus influentes au monde,.

## Citations
En tant qu'influenceur en faveur de Sheikh Jarrah ainsi que d'autres thématiques liées à la cause palestinienne, El-Kurd s'est appuyée sur certains slogans récurrents qui sont devenus sa signature comme :
- Il est temps pour la Nakba de ne pas continuer[10].
- Chaque tweet (ou chaque post) peut faire la différence.